# Rue Mathelin-Rodier
La rue Mathelin-Rodier est une voie de Nantes, en France.

## Situation et accès
Située dans le centre-ville de Nantes, la rue présente une déclivité, montant d'une altitude de 15 m au sud à 24 m au nord. Elle est étroite, son tracé et son alignement remontant au Moyen Âge.
Joignant la place Marc-Elder à la rue Saint-Pierre, elle est rejointe, sur son côté est, par la rue Prémion et l'impasse Saint-Laurent. Elle est entièrement pavée, et fait partie d'un secteur piétonnier.

## Origine du nom
Elle porte le nom du deuxième architecte de la cathédrale Saint-Pierre-et-Saint-Paul de Nantes Mathelin Rodier. 

## Historique

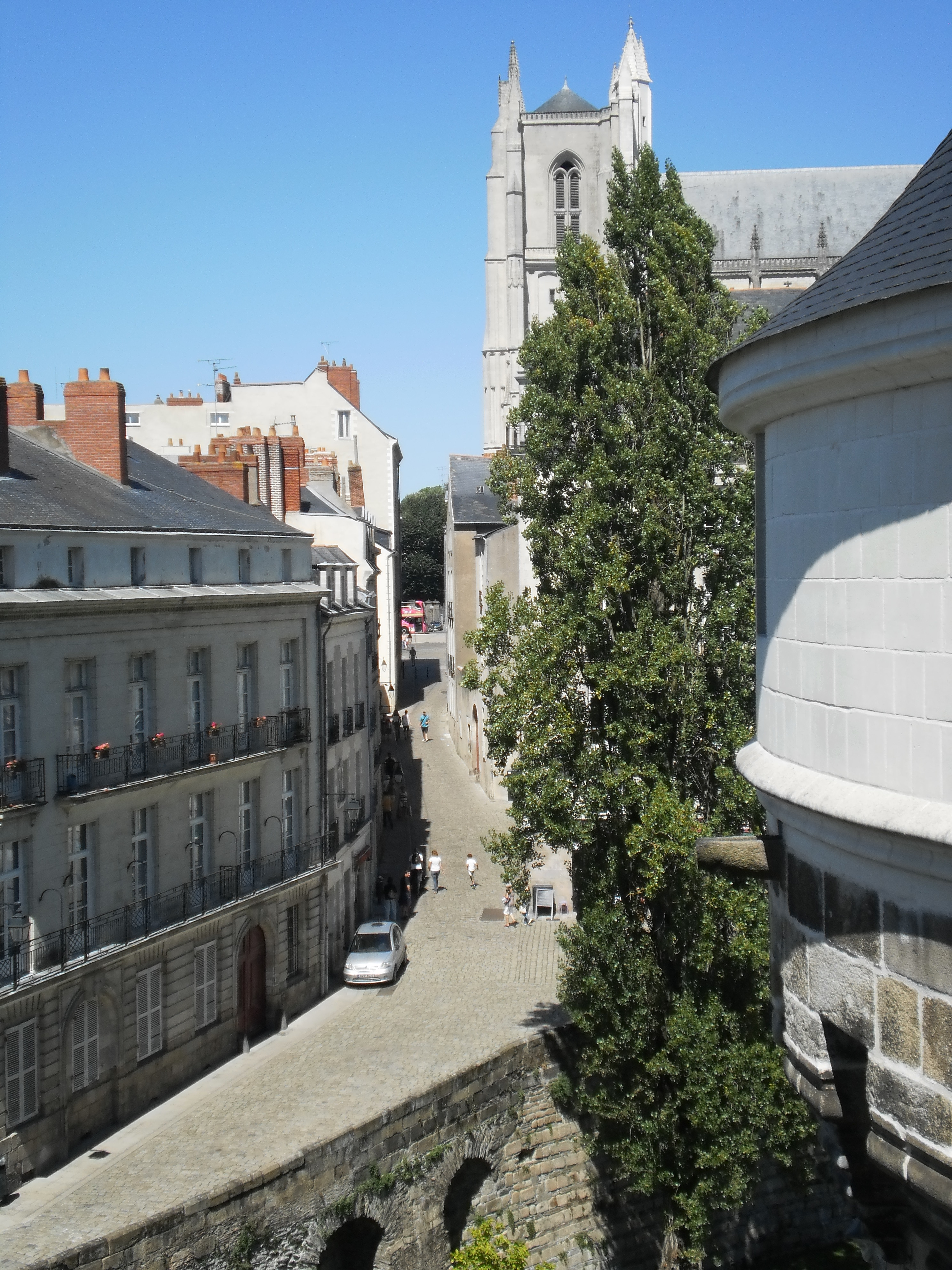
La rue Mathelin-Rodier vue depuis la tour de la boulangerie du château des ducs de Bretagne. Au début de la rue, à gauche de l'image, se tient la « maison de Guiny », où la duchesse de Berry a été arrêtée en 1832.

Jusqu'en 1793, la rue débutait, sur son côté ouest, en face du château, par l'église Sainte-Radegonde. C'était le lieu de culte de la paroisse du même nom, qui ne comptait que 19 maisons, mais qui avait comme atout d'être celle du château. La paroisse était restreinte, et son église, petite, ne mesurant que 14 m sur 8 m. Le chevet empiétait sur la rue qui longe les douves du château. Cette voie est alors dénommée « rue Sainte-Radegonde ». Pour permettre la circulation, un pont de bois prolongeant la rue au-dessus des douves est construit, pour contourner l'édifice religieux. En 1572, un pont de pierre remplace celui de bois, mais la voie reste étroite. En 1791, la paroisse fusionne avec celle de la cathédrale, l'église est vendue et détruite en 1793.
Le 25 mai 1800, la poudrière située dans la « tour des Espagnols » du château des Ducs explose. La rue Mathelin-Rodier, qui porte alors le nom de « rue Abeilard », est l'une des plus touchées, la « tour des Espagnols » se trouvant dans son alignement. Quinze maisons de la rue sont endommagées. Officiellement, deux personnes sont mortes dans la rue lors de cet accident.
En 1832, la duchesse de Berry tente de soulever la Vendée pour défendre la cause légitimiste. Ayant échoué, recherchée par la police de Louis-Philippe Ier, elle se réfugie à Nantes. Après s'être réfugiée dans une maison près de La Psallette, elle s'abrite dans la maison de Guiny, au no 3 de la rue, dénommée alors « rue Haute-du-Château ». C'est là que, dénoncée, elle est capturée, après avoir été obligée de quitter sa cachette située derrière une cheminée, un feu y ayant été allumé,.
La voie a successivement pris le nom de « rue Sainte-Radegonde », « rue Abeilard » lors de la période révolutionnaire et de l'Empire, puis « rue Haute-du-Château » (ou « haute rue du Château »),. En 1899, afin d'éviter la confusion avec la « rue Basse-du-Château », la voie est renommée « rue Mathelin-Rodier », à cette occasion la « rue Basse-du-Château » devient rue du Château. 

## Bâtiments remarquables et lieux de mémoire
Au no 4 de la rue se trouve un bâtiment, au fond de la cour duquel se trouve l'ancien hôtel de la chambre littéraire de la ville de Nantes, lieu qu'elle a occupé entre 1792 et 1872. Cette chambre est l'ancêtre du cercle Louis XVI. Le bâtiment de la rue Mathelin-Rodier présente un escalier à balustres Louis XIII voûté d'arêtes.
Une tourelle d'escalier, au no 6, est percée de fenêtres sur lesquelles on distingue des vestiges d'arcs en accolade.

### Cinéma
La rue a servi de décor pour le film L'Ironie du sort d'Édouard Molinaro (1974).